# Rosébier
Rosébier is een rozerood fris zoetig witbier, waaraan na de gisting vruchtensappen, vruchtenextracten en/of fruitaroma's van rode vruchten zijn toegevoegd. De smaak doet vaak aan framboos denken. Andere vruchten kunnen bijvoorbeeld kersen en aardbeien zijn.

## Merken
- Wieckse Rosé (4,5 vol%)
- Gulpener Rosé Bier (3,5 vol%)
- Zeebier Zeekraal rosébier (3,5 vol%)
- Wittekerke Rosebier (4,3 vol%)
- Hoegaarden rosébier (4,5 vol%)[1]
- Bavaria rosébier (0,0 vol%)[2]